# Демьянов, Владимир Фёдорович
Владимир Фёдорович Демьянов (18 августа 1938, Днепропетровск — 18 апреля 2014[…], Санкт-Петербург) — советский и российский учёный-математик, доктор физико-математических наук, профессор СПбГУ.

## Биография
В 1961 г. окончил математико-механический факультет Ленинградского государственного университета, дипломник кафедры вычислительной математики. С 1963 г. работал в СПбГУ на должностях старшего инженера, старшего научного сотpудника, доцента, пpофессоpа, заведующего кафедрой математической теории моделирования систем управления факультета прикладной математики — процессов управления СПбГУ. В 1972 г. присвоена учёная степень доктора физико-математических наук. Автор научных работ по математическому программированию, теории минимакса, теории управления, негладкому анализу и недифференцируемой оптимизации, математической диагностике.

## Научные труды
- Приближенные методы решения экстpемальных задач / В. Ф. Демьянов, А. М. Рубинов. — Л.: Изд-во Ленингр. ун-та, 1968. — 180 с.
- Approximate methods in optimization problems / V. F. Demyanov, A. M. Rubinov . — New York: Elsevier, 1970. — 256 p.
- Введение в минимакс / В. Ф. Демьянов, В. Н. Малоземов. — М.: Наука, 1972. — 368 с. (пер. на англ. яз. — 1974; New York, 1990; на нем. яз. — Leipzig, 1975; на польск. яз. — Warszawa, 1975).
- Introduction to minimax / V. F. Demyanov, V. N. Malozemov. — New York: Dover, 1990. 307 p.
- Минимакс: дифференцируемость по напpавлениям / Демьянов В. Ф. — Л.: Изд-во Ленингр. ун-та, 1974. — 112 с.
- Недифференцируемая оптимизация / В. Ф. Демьянов, Л. В. Васильев. — М.: Наука, 1981. — 384 с. (пер. на англ. яз. — New York, 1985; китайск. яз. — Дайлань, 1991)
- Основы негладкого анализа и квазидиффеpенциальное исчисление / В. Ф. Демьянов, А. М. Рубинов. — М.: Наука, 1990. — 431 с.
- Демьянов В. Ф. Теорема о неподвижной точкe и её применения. — СПб.: Изд-во С.-Петерб. ун-та, 1996. — 134 с.
- Демьянов В. Ф. Условия экстpемума и ваpиационные задачи. — СПб.: НИИ Химии СПбГУ, 2000. — 136 с.